# St. Louis Bombers
Los St. Louis Bombers (en español: Bombarderos de San Luis) fueron un equipo de la Basketball Association of America, antecesora de la NBA, que tenían su sede en San Luis, Misuri.

## Historia de la franquicia
Los Saint Louis Bombers formaron parte de los equipos que originaron la BAA, el nombre que recibió originalmente la NBA. 

## Trayectoria
Nota: G: Partidos ganados P:Partidos perdidos %:porcentaje de victorias
| Temporada               | G                       | P                       | %                       | Play-offs               | Resultados                 |
| St. Louis Bombers (BAA) | St. Louis Bombers (BAA) | St. Louis Bombers (BAA) | St. Louis Bombers (BAA) | St. Louis Bombers (BAA) | St. Louis Bombers (BAA)    |
| ----------------------- | ----------------------- | ----------------------- | ----------------------- | ----------------------- | -------------------------- |
| 1946-47                 | 38                      | 23                      | 0.623                   | 1-2                     | Pierde en cuartos de final |
| 1947-48                 | 29                      | 19                      | 0.604                   | 3-4                     | Pierde en semifinales      |
| 1948-49                 | 29                      | 31                      | 0.483                   | 0-2                     | Pierde en semifinales      |
| St. Louis Bombers (NBA) |                         |                         |                         |                         |                            |
| 1949-50                 | 26                      | 42                      | 0.382                   |                         |                            |